# Joo Hyong-jun
Joo Hyong-jun (kor. 주 형준, ur. 22 kwietnia 1991 w Seulu) – południowokoreański łyżwiarz szybki, wicemistrz olimpijski i wicemistrz świata.

## Kariera
Pierwsze sukcesy w karierze osiągał w short tracku. W 2010 roku zdobył złoty medal w sztafecie podczas mistrzostw świata juniorów w Tajpej. Od 2012 roku startuje w łyżwiarstwie szybkim. W 2013 roku wziął udział w mistrzostwach świata w Soczi, gdzie wspólnie z Lee Seung-hoonem i Kimem Cheol-minem zdobył srebrny medal w biegu drużynowym. Na tych samych mistrzostwach był dwudziesty w biegu na 5000 m, a na dystansie 5000 m został zdyskwalifikowany. Rok później Koreańczycy w tym samym składzie zajęli też drugie miejsce w biegu drużynowym na igrzyskach olimpijskich w Soczi. W swoim jedynym starcie indywidualnym Joo zajął 29. miejsce w biegu na 1500 m. Dwukrotnie stawał na podium indywidualnych zawodów Pucharu Świata, jednak nie odniósł zwycięstwa. W sezonach 2011/2012 i 2012/2013 był ósmy w klasyfikacji końcowej startu masowego.